# Волопас I
Ка́рликовая гала́ктика Волопа́с I (Boo I dSph) — тусклая галактика со светимостью около 100 тыс. L⊙ и абсолютной величиной −5,8m. Она расположена на расстоянии примерно в 197 тыс. световых лет (60,4 килопарсек) от Земли в созвездии Волопас. Эта карликовая сфероидальная галактика, возможно, разорвана приливными силами галактики Млечный Путь, вокруг которой она обращается, и имеет два звёздных хвоста, которые пересекаются, образуя крест. Галактика, разорванная приливными силами, обычно образует только один хвост.
Как и многие очень тусклые сфероидальные галактики, вся галактика имеет светимость меньше, чем некоторые яркие звёзды, например, Ригель (абсолютная звёздная величина которого составляет −6,8m).